# 윤희손 초상
윤희손 초상(尹喜孫 肖像)은 대구광역시 중구에 있는 조선시대 윤희손의 초상화이다. 2012년 1월 30일 대구광역시의 유형문화재 제65호로 지정되었다.
윤희손(尹喜孫:1547~1579)은 조선중기 문신이며 남인의 거두로 예송논쟁에 주도적으로 참여한 백호(白湖) 윤휴(尹鑴)의 조부이다. 초상화는 윤희손 사후에 아들인 윤효선(尹孝先:1563~1619, 1612년 尹孝全 개명)이 찬문을 쓰고 1612년 이전에 제작된 것이다. 조선시대의 일반적인 초상화와 달리 매우 특이한 도상과 화법을 보여주는데, 윤희손이 흰색도포를 입고 녹색포대를 두른 뒤 검은 복건을 쓰고 공수한 채 반우향의 자세로 앞을 향해 걸어가는 모습으로 얼굴은 분홍색으로 칠하고 그 위에 더 진한 분홍색으로 명암을 넣었고 도포의 옷주름 명암은 호분을 칠해 표현한 점이 특징적이다.

## 같이 보기
- 윤휴

## 참고 자료
- 윤희손 초상 - 국가유산청 국가유산포털